# Alejandro Villanueva (football américain)
Pour les articles homonymes, voir Alejandro Villanueva.
(en) Statistiques sur pro-football-reference
Alejandro Villanueva Martín, né le 22 septembre 1988 à Meridian dans l'État du Mississippi aux États-Unis, est un militaire et joueur hispano-américain de football américain qui a évolué au poste d'offensive tackle dans la National Football League (NFL).
Au niveau universitaire, il a joué pour les Black Knights de l'Army dans la NCAA Division I FBS pendant quatre saisons (2006-2009).
Non sélectionné lors de la draft 2010 de la NFL, il termine sa formation militaire et, avec le grade de capitaine, participe en tant que Ranger lors d'opérations en zone de guerre en Afghanistan. Il est décoré de la Bronze Star pour ses actes de courage.
En 2014, il est recruté par la franchise des Steelers de Pittsburgh (2014-2020) et termine sa carrière chez les Ravens de Baltimore (2021-2022).

## Biographie

### Jeunesse
Alejandro Villanueva voit le jour sur la Naval Air Station de Meridian au Mississippi. Il est le fils d'Ignacio Villanueva, officier de la marine espagnole lequel travaille pour l'OTAN. Pendant son enfance, Alejandro réside dans l'État de Rhode Island aux États-Unis ainsi qu'en Espagne et en Belgique. C'est en Belgique qu'il commence à jouer au football américain alors qu'il étudie au lycée américain du SHAPE situé à Casteau.

### Carrière universitaire
L'année suivante, Villanueva s'inscrit à l'Académie militaire de West Point où il joue au football américain pour l'équipe des Black Knights de l'Army pendant quatre saisons (2006-2009). Durant cette période, il joue tant en attaque qu'en défense, aux postes d'homme de ligne défensif, de wide receiver et d'offensive tackle. Il se présente à la draft 2010 de la NFL mais n'y est pas sélectionné.
Poursuivant sa formation militaire, Villanueva obtient en 2010 le grade de capitaine au sein de l'armée de terre des États-Unis où il sert en tant que Ranger. Il est décoré de la Bronze Star pour acte de courage après avoir participé à l'Opération Enduring Freedom en Afghanistan où il opère en zone de guerre.

### Carrière professionnelle
Villanueva est recruté le 5 mai 2014 par les Eagles de Philadelphie pour jouer en tant que defensive end, mais non retenu dans l'équipe principale, il est libéré avant le début de la saison 2014. Il signe peu après avec les Steelers de Pittsburgh, ayant impressionné l'entraîneur principal Mike Tomlin lors d'un match préparatoire des Eagles face à son équipe. Les Steelers ayant l'intention de faire jouer Villanueva au poste d'offensive tackle, il rejoint d'abord leur équipe d'entraînement où il reste pendant toute la saison. 
Villanueva intègre l'équipe principale pour la saison 2015 qu'il commence en tant que remplaçant. Il prend part au jeu lors de la 6e semaine face aux Cardinals de l'Arizona à la suite de la blessure du titulaire Kelvin Beachum. Ce dernier étant forfait pour le reste de la saison, Villanueva devient titulaire au poste de tackle gauche. 
Villanueva est maintenu titulaire pour le début de la saison 2016. Après des débuts difficiles (cinq sacks concédés lors de ses six premiers matchs), son jeu s'améliore et il ne concède plus qu'un seul sack lors des dix dernières rencontres.
En juillet 2017, Villanueva signe une prolongation de contrat de quatre ans pour un montant de 24 millions de dollars avec les Steelers. Le 24 septembre 2017, avant le match contre les Bears de Chicago, Villanueva est le seul joueur des Steelers présent sur le terrain au moment de l'hymne national américain, ce qui fait monter en flèche les ventes du maillot portant son nom. En fin de saison, il est sélectionné pour le Pro Bowl, en compagnie de ses coéquipiers de ligne offensive David DeCastro et Maurkice Pouncey
Le 25 novembre 2018, Villanueva inscrit son premier touchdown en carrière à la suite d'une feinte de field goal de Chris Boswell lequel lui transmet le ballon à la passe en fin de première mi-temps du match contre les Broncos.

### Ravens de Baltimore
Le 4 mai 2021, Villanueva signe un contrat de deux ans pour un montant de 14 millions de $ avec les Ravens de Baltimore.

### Retraite
Le 9 mars 2022, Villanueva annonce qu'il prend sa retraite de la NFL.

## Vie privée
Il apparaît dans le jeu vidéo Call of Duty: WWII avec son coéquipier des Steelers Le'Veon Bell.
Son frère Iñaki Villanueva est un joueur de rugby à sept et a joué pour l'équipe nationale espagnole.

## Identité visuelle

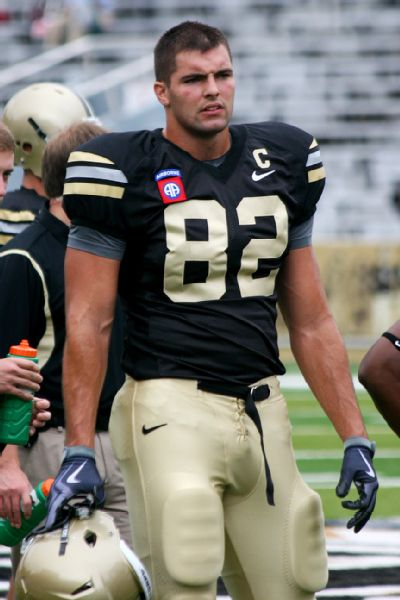
Villanueva avec l'Army.
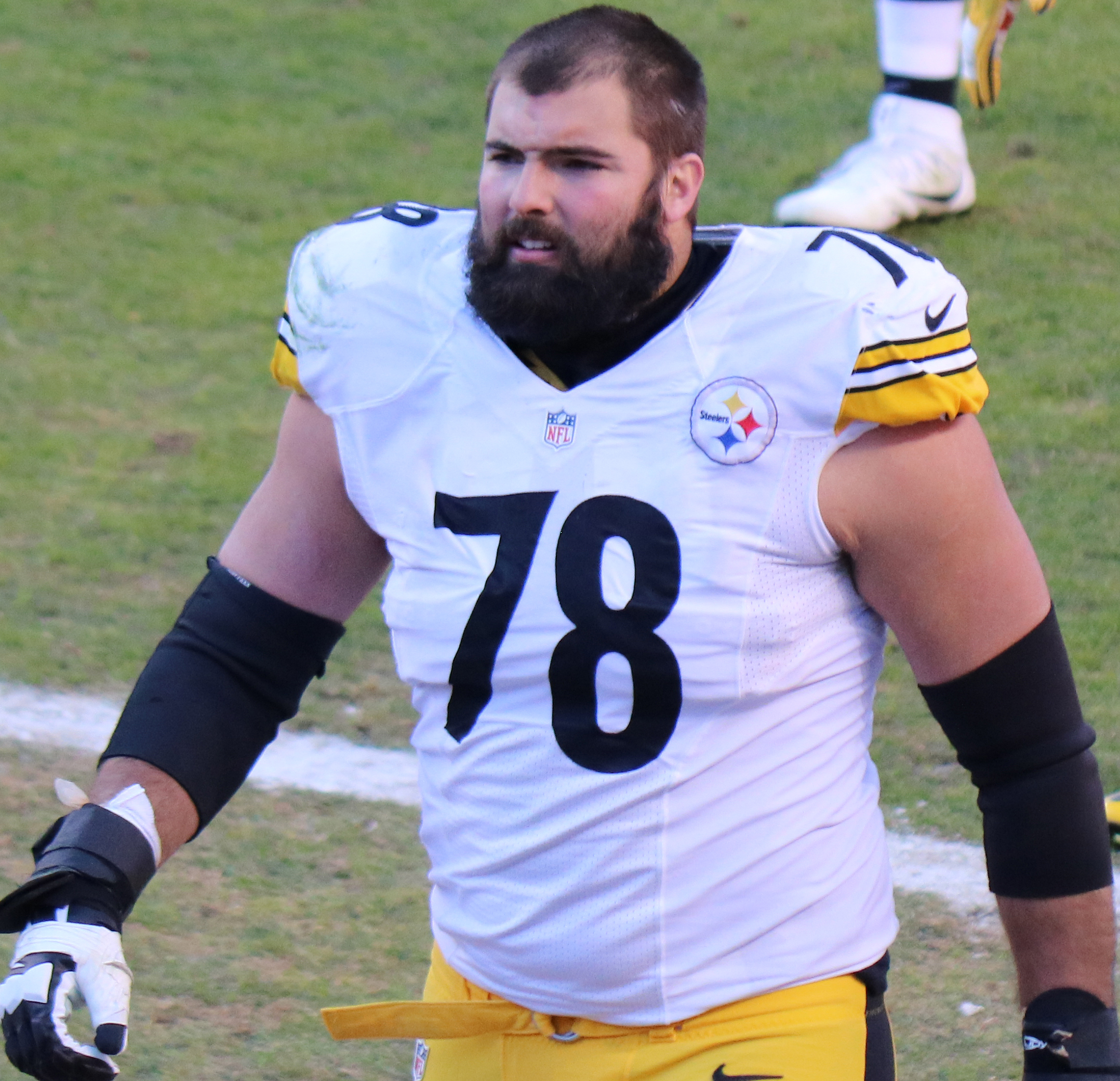
Avec les Steelers en 2015.
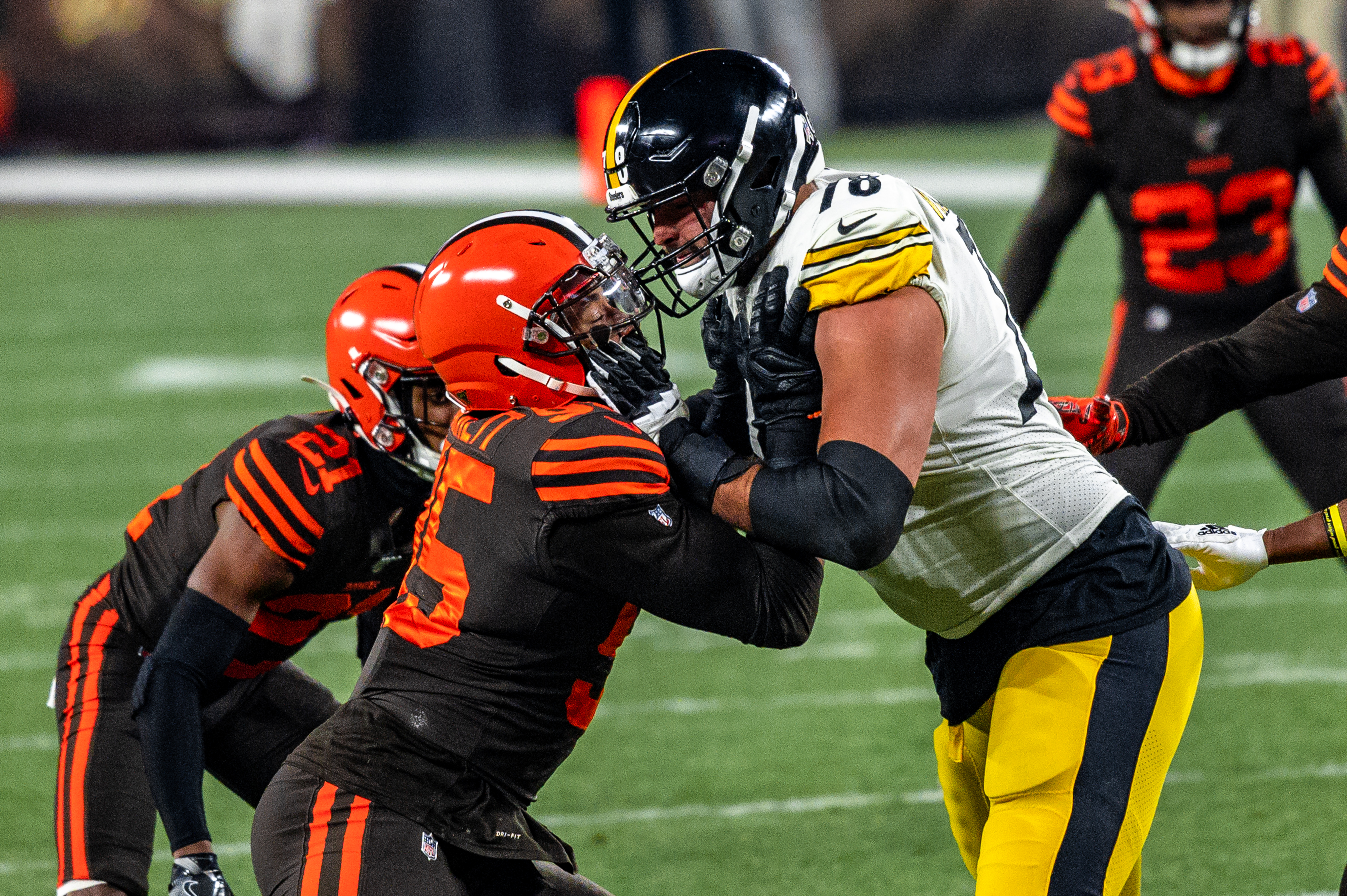
Contre les Browns de Cleveland en 2019.